# Lindsey Stirling
Lindsey Stirling, född 21 september 1986, är en amerikansk violinist, mest uppmärksammad för sina musikvideor och låtar på Youtube, men även känd för sitt deltagande i America's Got Talent. Lindsey Stirling är även medlem i Jesu Kristi Kyrka av Sista Dagars Heliga.